# Cherry Hill Seminary
Das Cherry Hill Seminary (kurz CHS) ist das älteste theologische Seminar, welches offizielle Studiengänge in paganer Theologie anbietet. Das Seminar ist eine private Hochschule, welche ihren Campus in Columbia hat und sowohl vor Ort, als auch online diverse Studien- und Lernangebote anbietet. Die vom CHS vergebenen Master-Abschlüsse sind durch den US-Bundesstaat South Carolina staatlich anerkannt.

## Geschichte
Das CHS wurde in den frühen 1990er Jahren durch Kirk White, Cat Chapin-Bishop und Laura Wildman-Hanlon gegründet, welche alle Mitglied der Kirche der heiligen Erde waren. Zu Beginn war das CHS eine kleine Gruppe, gewann dann aber immer mehr Aufmerksamkeit. Das Seminar bot vorerst kleinere Kurse in den Bereichen Paganismus, Hexentum und Wicca an, welche vor Ort stattfanden, bot dann etwas später die Zusendung von Unterrichtsmaterialien mit der Post an und baute schließlich im Jahre 2000 eine Onlinepräsenz auf.
Im März 2007 wurde das CHS als gemeinnützige Organisation anerkannt.
2009 bot das CHS erstmals einen Master-Studiengang (Master of Divinity in Pagan Pastoral Counseling) an, welcher von South Carolina offiziell anerkannt wurde. Die erste Alumna des Master-Programms war Sandra Lee Harris im Mai 2012. Die Zeitschrift The Wild Hunt berichtete am 18. November 2012, dass Harris ihr Abschlusszeugnis zur Beantragung einer Erlaubnis zur Ausübung des Amtes einer Geistlichen eingereicht hatte und dass dieses vom BCCI (In den USA zuständig für die Anerkennung von Abschlüssen in Theologie) akzeptiert wurde.
Das CHS kooperiert mit der Sacred Well Congregation und stellt Empfehlungsschreiben zur Initiation, bzw. Weihe für ihre Alumni aus.

## Studienangebot
- Anerkannte Master-Programme:
  - Master of Divinity (M. Div.) in Pastoral Counseling & Chaplaincy (dt. Master in Pastoraler Beratung und Gemeindearbeit)
  - Master of Divinity (M. Div.) in Pagan Studies (dt. Master in Paganer Forschung)
  - Master of Divinity (M. Div.) in Ministry, Advocacy and Leadership (dt. Master in Priesterschaft, Interessenvertretung und geistlicher Leitung)
  - Master of Divinity (M. Div.) in Theology and Religious History (dt. Master in Theologie und Religionsgeschichte)
- Community Ministry Certificate (dt. Zertifikat in paganer Gemeindearbeit) – Kurs von individueller Dauer, der die Ausübung einer geistlichen Tätigkeit[A 2] erlauben soll.
- Spiritual Direction Certificate (dt. Zertifikat der spirituellen Identität) – Zweijähriger Kurs, der eine Auseinandersetzung mit der eigenen spirituellen und religiösen Identität fördern soll.
- Insights Courses (dt. Schnupperkurse) – Vierwöchige Kurse zu verschiedenen Themengebieten, die sich vor allem an außenstehende und potentiell an anderen Programmen Interessierte Personen richten.

(Stand Mai 2022)